# 이소사
이소사(李召史, 1784년 ~ 1839년 5월 24일)는 조선의 천주교 박해 때 순교한 한국 천주교의 103위 성인 중에 한 사람이다. 세례명은 아가타(Agatha)이다.
1839년 기해년의 천주교 박해 때의 79 명의 순교자들 가운데 이소사 아가타와 이호영 베드로 남매는 가장 먼저 체포되어 가장 오랜 시간을 감옥에서 보냈다.

## 생애
1784년 북경에서 이승훈 베드로가 세례를 받아 한국인 최초의 천주교 신자가 되던 해에, 경기도 이천의 구월에서 이소사가 태어났다.
그녀는 마음이 따뜻하고 예절 바른 사람으로 언제나 가정에 온정과 기쁨을 가져다 주었다. 그러나, 어릴 때의 그녀는 충분한 종교적 교육을 받지 못하였다. 그녀의 부친은 천주교인이 아니었고 그녀의 모친이 예비 신자이긴 했지만, 그녀는 교리에 대해 잘 알지 못했다.
그녀는 17세에 비천주교 집안으로 시집갔고, 그녀의 삶은 종교가 결여되어 있었다. 그러나, 그녀는 아이를 갖지 못했으므로, 자신의 삶의 공허함을 채워줄 방법을 찾고 있었다.
그녀가 결혼하고 두 해가 지나서, 그녀의 남동생 이호영이 태어났다. 그녀보다 19세나 어린 그는 그녀의 삶에 있어서 커다란 기쁨의 원천이었다. 그가 태어나고 1년 만에 그녀의 젊은 남편이 세상을 떠났고, 그녀는 고작 3년간의 결혼 생활에 자식 하나 없이 과부가 되었다. 그러한 비극은 그녀가 자신의 미래에 대해 불신하고 불확실하게 여기도록 만들었다. 그녀는 삶의 안정과 가치를 찾기를 원했다. 그러한 열망은 남편이 죽고 얼마못가 부친도 죽음으로 인해서 더욱더 강해졌다.
그녀는 결심을 굳히고 시집을 떠나 친정으로 들어갔다. 그러함은 그녀가 신앙의 원천으로 되돌아 가기 위함도 있었지만, 그녀의 동생 이호영에 대한 책임을 느끼고 있기 때문이기도 했다.
그녀는 그녀의 아버지가 세상을 떠나기 전에 평화롭게 숨을 거둘 수 있도록 그녀의 어머니가 그에게 세례를 베풀었다는 것에 대해 가장 감사함을 느꼈다. 그러나 집안 형편은 몹시 어려워졌다. 그녀가 어머니와 동생을 보살피던 중, 아버지가 그녀에게 남겨 놓은 약간의 유산이 이내 사라지고 말았다. 그녀는 바느질을 하며 근근이 식구들을 부양했다.
그 와중에도 그녀는 결코 평온함을 잃지 않았다. 그녀는 천주교의 교리를 공부하는 것과 동생에게 그것을 가르치기를 게을리하지 않았다. 그들은 함께 가난을 견디며 하느님을 사랑하며 십계명에 따르는 삶을 살았다. 1801년 신유년의 박해 때 순교자들이 보인 모범과 죽음을 통한 그들의 영원한 승리는 언제나 남매의 마음속에 자리하고 있었다. 그들이 그 순교자들을 본으로 삼고 있는 만큼, 다른 교우들도 천주교 가정의 모범으로서 그들을 존경했다.
현석문 가롤로가 쓴 《기해일기》에 따르면, 이소사 아가타에 대해서 이렇게 기록하고 있다.:
| “ | 이소사 아가타는 그녀의 아버지가 세상을 떠난 후, 그녀의 재산을 모조리 잃어버렸다. 그녀는 늙은 어머니와 남동생과 함께 극도의 가난을 견디며 살았다. 그녀가 감내한 가난은 이루 다 말할 수 없다. 그녀는 가난에도 불구하고, 언제나 행복한 미소를 지었으며 평화로워 보였다. 그녀의 선하고 아름다운 말과 행동을 전부 다 기록하기란 불가능하다. 그녀는 겸손하고 공손하였으므로, 모든 이들이 그녀의 훌륭한 행실을 들어 그녀를 칭찬하고 사랑하며 감복하였다. | ” |

1835년 2월, 그녀는 동생 이호영과 함께 포졸에게 체포되어 모두 투옥되었다. 심문은 고문으로 이루어졌다. 포장은 그들에게 신앙을 포기하라고 강요했고 다른 신자들의 이름을 대라고 강요했지만, 그들은 오히려 이렇게 대답했다. "하느님은 우리의 아버지이십니다. 우리는 그분을 배신할 수 없습니다. 만일 우리가 당신에게 다른 교우들의 이름을 댄다면, 그들에게 해로운 일이 닥칠 것이기 때문에, 우리는 그렇게도 할 수 없습니다."
포장은 그들에게 고문을 명령했는데, 사용된 고문의 방법은 너무도 잔인해서 1732년부터 교지로 금지되어 왔었지만, 천주교도들의 심문을 위해서 재도입되었다. 그녀는 자신의 살가죽이 늘어지고 다리가 고통스럽게 비틀어졌지만, 굴하지 않았다. 그녀가 결코 천주와 그녀의 신앙을 부정치 않았기 때문에, 형리는 그녀를 벌거벗기고 등뒤로 팔을 묶어서 매달아 놓고, 몸둥이로 그녀의 몸 전신을 구타했다.
며칠 후에 그녀는 다시 끌려 나가 피투성이가 될 때까지 매질을 당했다. 그녀가 포장에게 했던 말은 오직 "나는 교회를 배신할 수 없습니다."뿐이었다.
포장은 그 남매에게서 배교 선언을 받아 낼 수 없음을 깨닫고 그들을 형조로 이송시켰다. 형조는 그 사건을 맡아 사형 판결을 내렸다. 하지만, 그들에 대한 왕의 사형 승인이 떨어지지 않아 그들은 4년을 더 감옥에서 보냈다. 이호영이 목숨을 잃고 6개월 뒤에, 왕으로부터 사형을 집행하라는 명령이 내려왔다. 1839년 5월 24일, 이소사는 보다 나중에 체포된 여덟 명의 교우들과 함께 서소문 밖의 처형장으로 압송되어 참수되었다. 그 때 이소사의 나이는 56세였다. 그녀는 자신의 목이 달아나기 직전에 경건하게 십자성호를 그었다고 전해진다.

## 시복 · 시성
이소사 아가타는 1925년 7월 5일에 로마 성 베드로 광장에서 교황 비오 11세가 집전한 79위 시복식을 통해 복자 품에 올랐고, 1984년 5월 6일에 서울특별시 여의도에서 한국 천주교 창립 200주년을 기념하여 방한한 교황 요한 바오로 2세가 집전한 미사 중 이뤄진 103위 시성식을 통해 성인 품에 올랐다.

## 참고 문헌
- (영어) Catholic Bishop's Conference Of Korea. 103 Martryr Saints: 이소사 아가타 Agatha Yi So-sa 보관됨 2014-10-06 - 웨이백 머신